# Ashlee Simpson
Ashlee Nicole Simpson-Ross (ur. 3 października 1984 w Dallas w Teksasie) – amerykańska piosenkarka poprockowa, aktorka i autorka tekstów piosenek. Młodsza siostra Jessiki Simpson.
Karierę rozpoczynała jako aktorka w serialu Siódme niebo (2002–2004). W 2004 rozpoczęła karierę muzyczną od wydania albumu pt. Autobiography, z którym zadebiutowała na pierwszym miejscu listy The Billboard 200). Popularność przyniosły jej również występy w programie The Ashlee Simpson Show na MTV. W kolejnych latach wydała jeszcze dwie płyty: I Am Me (2005; debiut na 1. miejscu listy sprzedaży) i Bittersweet World (2008).

## Życiorys

### Dzieciństwo
Urodziła się w Dallas w Teksasie i dorastała w Richardson na przedmieściach miasta. Jej ojciec, Joe Truett Simpson, jest pastorem baptystą i menedżerem muzycznym, a matka, Tina Ann Drew, jest nauczycielką.
W wieku trzech lat zaczęła uczęszczać na lekcje baletu, a w wieku 11 lat dostała się do School of American Ballet w Nowym Jorku. W tamtym okresie życia zmagała się z zaburzeniami odżywiania, wskutek których schudła do wagi ok. 31 kg. Kiedy jej siostra Jessica podpisała umowę z wytwórnia płytową, jej rodzice zdecydowali się na przeprowadzkę do Los Angeles, gdzie Ashlee rozpoczęła telewizyjną karierę, grając głównie w spotach reklamowych. Występowała także na koncertach siostry jako tancerka.
W 2001 pojawiła się w serialu Zwariowany świat Malcolma (2001), następnie zagrała w filmie Gorąca laska (2002) i serialu Siódme niebo (2002–2004). Latem 2003 roku została prezenterką MTV w programie TRL. Nagrała piosenkę Just Let Me Cry z Lindsay Lohan do soundtracku Freaky Friday, po czym podpisała umowę płytową z wytwórnią Geffen Records.

### Początek kariery – debiutancki album i reality show
Pierwszy album piosenkarki Autobiography, zadebiutował w Stanach Zjednoczonych na pierwszym miejscu i sprzedał się w 398 000 egzemplarzach. W październiku 2004 roku otrzymał status platynowej płyty. Simpson napisała lub pomagała w tworzeniu wszystkich piosenek na jej albumie. Album zyskał przychylne recenzje; Peter Relic z "Rolling Stone" napisał, że płyta jest próbą zmieszania Avril Lavigne i Sheryl Crow, a E! Online stwierdził: Nawet jeżeli to robi, nie porazi was, »Autobiography« może was zaskoczyć. Singiel promujący płytę „Pieces of Me” był jednym z największych hitów w lecie 2004 roku w Stanach Zjednoczonych i równie dobrze się sprzedał. Kolejne single „Shadow” i „La la” odniosły mniejszy sukces.
Simpson od czasu do czasu można było zobaczyć w Newlyweds, reality show o życiu małżeńskim jej siostry Jessiki i jej ówczesnego męża Nicka Lacheya. Aby pomóc jej w początkach kariery muzycznej, otrzymała własny program w MTV – The Ashlee Simpson Show, który składał się z ośmiu odcinków, po jednym w tygodniu (pierwsza seria) i latem 2004 roku. Druga seria wyświetlana od stycznia do marca 2005 zawierała dziesięć odcinków. W programie można prześledzić proces pisania, nagrywania piosenek, występów na żywo oraz prywatne życie Simpson.
23 i 24 października 2004 wystąpiła w programie Saturday Night Live. Z powodu problemów zdrowotnych zaprezentowała dwie piosenki z wykorzystanie playbacku, za co została skrytykowana przez widzów. 25 października w programie MTV Total Request Live wyjaśniła, że musiała oszczędzać swój głos, gdyż mogła go stracić, poza tym cierpi na nadkwasotę strun głosowych. Tego samego dnia wystąpiła na gali rozdania Radio Music Awards, na której żartobliwie odniosła się do swojej telewizyjnej wpadki. Do zdarzenia odniosła się również w utworze „Catch Me When I Fall”, który wydała na albumie pt. I am me.

### Rok 2005
4 stycznia 2005 zaśpiewała utwór „La la” na Orange Bowl w Miami na Florydzie. W trakcie występu została wybuczana przez publiczność, która była niezadowolona z występu Simpson w Saturday Night Live. W internecie pojawiła się również petycja, za pośrednictwem której antyfani piosenkarki chcieli wymusić na jej wytwórni płytowej, by zabroniła jej śpiewać. Za występ w filmie Undiscovered (2005) otrzymała nominację do nagrody Złotej Maliny w kategorii najgorsza aktorka. 
Drugi album wokalistki I Am Me został zrealizowany w USA w październiku 2005. Simpson mówiła, że jej płyta będzie inspirowana muzyką lat 80. Z płytą zadebiutowała na pierwszym miejscu z prawie 220 000 sprzedanymi płytami, lecz sprzedaż szybko spadła z listy sprzedaży i do stycznia 2006 sprzedała się w nakładzie 1 mln egzemplarzy. Pierwszy singel z płyty trafił do pierwszej dwudziestki Billboard Hot 100. Drugi singel „L.O.V.E.” trafił do czterdziestki top hitów w Stanach. Singiel odniósł sukces również przez to, że zremiksowania podjęła się producentka R&B/hip-hop Missy Elliott. Album później został wydany ponownie, z premierową piosenką – „Invisible”.
We wrześniu Simpson rozpoczęła trasę koncertową koncertem w Portland w stanie Oregon. 8 października wystąpiła w programie The Saturday Night Live. W grudniu podczas występu w Japonii zasłabła, po czym była hospitalizowana i przez co musiała odwołać występ na gali rozdania Radio Music Awards. 12 kwietnia 2006 roku poprowadziła galę wręczenia nagród MTV Australia Video Music Awards, na której odebrała również nagrodę dla (najlepszej popowej wokalistki) i za najlepszy popowy teledysk („Boyfriend” ).

### Życie prywatne
17 maja 2008 wyszła za Pete’a Wentza, basistę zespołu Fall Out Boy. 20 listopada 2008 urodziła syna Bronxa Mowgliego. W 2011 rozwiodła się z mężem. 30 sierpnia 2014 wyszła za Evana Rossa.

## Dyskografia
- 2004: Autobiography
- 2005: I Am Me
- 2008: Bittersweet World

## Filmografia
| Rok  | Nazwa                                | Rola           | Uwagi                  |
| ---- | ------------------------------------ | -------------- | ---------------------- |
| 2001 | Zwariowany świat Malcolma            | uczennica      | serial telewizyjny     |
| 2002 | Siódme niebo                         | Cecilia Smith  | serial telewizyjny     |
| 2002 | Gorąca laska                         | Monique        | rola epizodyczna       |
| 2004 | The Ashlee Simpson Show              | ona sama       | reality show (2 serie) |
| 2005 | Undiscovered                         | Clea           | główna rola            |
| 2009 | CSI: Kryminalne zagadki Nowego Jorku | Lila Wickfield |                        |

## Zespół
- Ray Brady – gitara
- Braxton Olita – gitara
- Joey Kaimana – gitara basowa
- Chris Fox – perkusja
- Chris James – keyboard, chórki

### Byli członkowie zespołu
- Zach Kennedy – gitara basowa
- Lucy Walsh – keyboard, chórki

## Książki o Ashlee
- Ashlee Simpson: Out of the Shadow and Into the Spotlight (Grace Norwich) 2004
- Ashlee Simpson (Blue Banner Biographies) (Marylou Morano Kjelle) 2004

## Nagrody i nominacje
Wygrane:
2004
- Teen Choice Awards – Choice Fresh Face: Ashlee Simpson
- Teen Choice Awards – Song of the Summer: „Pieces of Me”
- Billboard Music Awards – Best Female Artist of the New Year

2005
- MTV Asia Awards – Favorite International Breakthrough Artist
- Fun Fearless Female Awards – Fun Fearless Female 2005

2006
- MTV TRL Awards – Bounce-Back award
- Australia Video Music Awards – Best Pop Video: „Boyfriend”
- Australia Video Music Awards – Best Female Artist
- Kelly Slater Surf Invitational MTV, zawody surfingu dla gwiazd,zajęła pierwsze miejsce.

Nominacje:
2004
- Teen Choice Awards – Choice Fresh Face: Ashlee Simpson
- Teen Choice Awards – Song of the Summer: „Pieces of Me”
- Billboard Music Awards – Best Female Artist of the New Year

2005
- Australia Video Music Awards – Best Pop Video: „Pieces of Me”
- MTV Asia Awards – Favorite International Breakthrough Artist
- MTV Video Music Awards Japan – Best New Artist Video
- Fun Fearless Female Awards – Fun Fearless Female 2005
- TRL Awards – 'Fake ID Award' „Best Guest Under 21”
- Teen Choice Awards – Choice TV Show: Reality
- Teen Choice Awards – Choice TV Personality: Female
- Teen Choice Awards – Choice Music: Female Artist
- Teen Choice Awards – Music: Choice Breakout Artist – Female in Wave II
- MTV Video Music Awards – Best Pop Video: „Pieces of Me”

2006
- Australia Video Music Awards – Best Pop Video: „Boyfriend”
- Australia Video Music Awards – Best Female Artist
- MTV Asia Awards – Favorite Female Artist
- MTV Video Music Awards – Best Cinematography in a Video: „Invisible”